# Târgul Putnei
Târgul Putnei,  este un fost târg din Moldova, despre care se crede că în evul mediu se afla pe locul actualului sat Bolotești, județul Vrancea (Constantin Giurescu). Târgul era ultimul loc de negoț și de vamă din Moldova pe drumul ce lega, pe valea râului Siret, Suceava, Bacău de Râmnicu Sărat și Buzău, în Țara Românească. Se crede că luptele duse pentru stabilirea hotarului între domnii Moldovei și ai Țării Românești au determinat decăderea târgului, care a fost înlocuit din a doua jumătate a secolului al XVI-lea de Focșani.